# Bob Huijsmans
Mr. Johannes Catharinus Wilhelmus Marie (Bob) Huijsmans ('s-Gravenhage, 17 maart 1917 - Wassenaar, 21 september 1994) was een Nederlands topambtenaar.

## Biografie
Huijsmans was ambtenaar bij de gemeentesecretarie van Ede (gemeente) alvorens vanaf 1939 (het jaar van zijn doctoraal examen Nederlands recht) ambtenaar bij het ministerie van Waterstaat te worden. Hij klom op tot administrateur bij het ministerie van Financiën. Tussen 1952 en 1959 was hij werkzaam bij het advocatenkantoor van Piet Sanders in Schiedam. In 1959 ging hij terug naar het ministerie van Financiën.In 1964 werd hij plaatsvervangend secretaris-generaal. Vanaf 1967, tot aan zijn ontslag in 1980, was hij daar secretaris-generaal.
In 1962 werd hij officier in de Orde van Oranje-Nassau om in 1980 commandeur in die orde te worden; daarnaast was hij ridder in de Orde van de Nederlandse Leeuw. Hij was lid van de Raad van Beheer van het kroondomein; hij ontving in 1972 het Erekruis in de Huisorde van Oranje en in 1987 het Groot Erekruis, een in de periode 1969-2010 slechts twaalfmaal verleende onderscheiding.